# Campo di concentramento di Kaechon
Il campo di concentramento di Kaechon (개천 정치범 수용소?, 价川政治犯收容所?, Kaechŏn Che1ho KyohwasoLR; in italiano campo di rieducazione di Kaechon) è un campo di concentramento situato in Corea del Nord. Identificato anche come campo di rieducazione numero 1, è adibito all'imprigionamento di coloro che sono ritenuti responsabili di reati politici o contro lo stato. I prigionieri vengono malnutriti, condannati ai lavori forzati, costretti a vivere in condizioni vergognose e disumane e impiegati nelle fabbriche che costituiscono il complesso. Questo campo non deve essere confuso con il vicino campo di internamento di Kaechon (Kwan-li-so Nr. 14), situato a 20 km di distanza.

## Posizione
Il campo di concentramento di Kaechon è situato nella zona periferica della città di Kaech'ŏn, nella provincia del Pyongan Meridionale, a circa 2,5 km dal centro della città, a est della stessa, dietro ad una piccola collina

## Descrizione
Il campo è una grande struttura di reclusione e lavori forzati, lunga circa 300 metri e altrettanto larga, e circondata da un muro alto 4 metri, a sua volta sovrastato da una recinzione di filo spinato. Gli internati sono perlopiù prigionieri politici, ma è comunque massiccia la presenza di criminali comuni. Non si hanno notizie precise sul numero di detenuti da diverso tempo; l'ultimo dato affidabile, infatti, risale al 1992, quando nel campo erano detenuti 4000 uomini e 2000 donne. Il campo è tecnicamente di rieducazione, quindi i prigionieri dovrebbero uscire dopo avere scontato la loro pena, ma le condizioni di vita nel campo sono durissime e molti non sono sopravvissuti. La superstite Ji Hae-nam ha affermato che, durante i suoi due anni di reclusione, è morto circa un quinto dei detenuti per malnutrizione e inedia.

## Violazione dei diritti umani

### Schiavitù
I prigionieri sono costretti a lavorare circa 18 ore al giorno nelle diverse fabbriche del campo, adibite alla produzione di vestiti, scarpe, cuoio e gomma; è presente, inoltre, una sartoria. Il mancato raggiungimento degli obiettivi di produzione può essere punito con la violenza fisica da parte delle guardie. Per evitare ciò, spesso i detenuti dormono sul posto di lavoro per soddisfare la quota di produzione.

### Salute e igiene
I detenuti sono costretti a dormire in stanze di 30 metri quadrati, infestate da pulci, assieme ad altre 80-90 persone. Solo occasionalmente ai prigionieri viene permesso di usare il bagno, uno per circa 300 persone, e di farsi una doccia. A causa della cattiva alimentazione, sono comuni malattie come il paratifo.

### Malnutrizione
Ai prigionieri vengono dati 100 grammi di mais tre volte al giorno e una zuppa. Se alcuni prigionieri dovessero violare delle regole, le razioni di cibo verrebbero ridotte. Secondo la prigioniera Lee Soon-ok, molti detenuti, per sopravvivere, uccidevano i ratti e li mangiavano crudi.

### Torture, infanticidi ed esecuzioni
Nella struttura ci sono 78 celle dedicate alle punizioni: sono larghe 60 centimetri e alte 1,10 metri. I prigionieri che devono scontare una punizione vi passano all'interno diversi giorni. Molti di loro, dopo aver scontato la loro punizione, non erano più in grado di camminare, altri ancora hanno perso la vita. I prigionieri sono spesso picchiati, presi a calci, frustati e costretti ad assistere alle frequenti esecuzioni nel cortile del campo. La signora Lee Soon-ok è quasi morta a causa della tortura dell'acqua che le guardie le hanno inflitto. Le donne incinte vengono costrette ad abortire attraverso delle iniezioni; i pochi bambini nati nel campo vengono uccisi immediatamente dalle guardie, come testimoniato da Lee Soon-ok Ella è stata inoltre testimone dell'esecuzione di 6 cristiani che si sono rifiutati di convertirsi all'ideologia Juche.

## Prigionieri
- Lee Soon-ok (prigioniera nel campo dal 1987 al gennaio del 1993), condannata a tredici anni di reclusione, fu poi liberata dopo circa sei anni per motivi sconosciuti. Dopo aver inviato una lettera di protesta al leader nordcoreano Kim Jong-il ed essersi convertita al cristianesimo, fugge dal suo paese natale assieme al figlio. Del marito, anch'egli prigioniero, non si seppe più nulla.[6]
- Ji Hae-nam (prigioniera dal 1993 al 1995), imprigionata nel campo per aver cantato una canzone sudcoreana, fu condannata a tre anni di reclusione ma poi liberata dopo due anni e due mesi.[2]

## Letteratura
L'ex prigioniera Lee Soon-ok scrisse il libro di memorie Eyes of the tailless animals: prison memoirs of a North Korean woman (꼬리 없는 짐승들의 눈빛), pubblicato in Corea del Sud nel 1996 e negli Stati Uniti nel 1999.